# Chantal de Ridder
Chantal de Ridder (Leiden, 1989. január 19. –) holland női válogatott labdarúgó.

## Pályafutása

### A válogatottban
Bemutatkozó mérkőzését 2007. július 29-én Észak-Korea ellen játszotta.

## Sikerei

### Klubcsapatokban
Holland bajnok (6):
- Ter Leede (1): 2006–07
- AZ Alkmaar (3): 2007–08, 2008–09, 2009–10
- Ajax (2): 2016–17, 2017–18

 Holland kupagyőztes (6):
- Ter Leede (1): 2006–07
- AZ Alkmaar (1): 2010–11
- Ajax (4): 2013–14, 2016–17, 2017–18, 2018–19

 Német bajnok (1):
- Turbine Potsdam (1): 2011–12

### A válogatottban
Hollandia
- Ciprus-kupa ezüstérmes: 2011[3]
- Ciprus-kupa bronzérmes: 2010[4]

### Egyéni
Holland gólkirálynő (2): 2009–10 – (11 gól), 2010–11 – (19 gól)